# Ânkhmarê (vizir de Mykérinos)
Pour les articles homonymes, voir Ânkhmarê.
Ânkhmarê est un fils de Khéphren et de sa cinquième épouse. Il est vizir de Mykérinos.
Il porte les titres de :
- « Prince héréditaire, comte, fils aîné du roi de son corps » (SA-nswt n Xt = f)
- « Chef ritualiste de son père »
- « Juge en chef et grand vizir » (smsw tAjtj sab TAtj)
- « Trésorier de son père, le roi de Basse-Égypte ».

## Sépulture
Selon George Andrew Reisner, Ânkhmarê a été enterré dans le double mastaba numéroté G 7837-7843 dans le domaine de l'Est, qui fait partie de la nécropole de Gizeh. Sa tombe, taillée dans le roc, est constituée de deux mastabas distincts combinés en un seul.
Selon Selim Hassan, la tombe d'Ânkhmarê est la G 8460, située dans le cimetière central de la nécropole de Gizeh.
L'entrée de la G 8460 mène à une chapelle rupestre. Deux piliers divisent la chapelle en deux parties. Dans la zone située derrière les piliers, trois puits funéraires sont creusées dans le sol :
- le 1350 contenait un squelette. Les empreintes d'un homme et d'un garçon ont été trouvées dans la zone autour du corps. Elles ont vraisemblablement appartenu à des pilleurs de tombes qui ont violé la chambre funéraire dans l'antiquité.
- le 1351 était une simple fosse.
- le 1352 contenait un sarcophage en pierre calcaire, placé contre le mur ouest.